# 世界童軍會社
世界童軍會社（英語：Order of World Scouts, OWS）成立於1911年，是全球最古老的國際童軍組織，總部位於英格蘭，行政總部則位於義大利。截至2008年11月，世界童軍會社包含了14個國家的總會成員。

## 歷史
世界童軍會社是由法蘭西斯·凡，基於擴散至整個大英帝國的英國童軍與國家和平童軍（National Peace Scouts）而成立。英國童軍成立於1908年，此時稱為巴特西童軍（Battersea Boy Scouts）。巴特西童軍曾於1908年9月，在貝登堡的童軍總會進行簡單的登記，但隨後他認為貝登堡的組織有著官僚與軍國主義的問題，而撤回登記。接著，巴特西童軍在1909年3月，改組成為英國童軍，並以一個國家組織的型態出現。
法蘭西斯·凡當時已經是貝登堡的童軍總會於倫敦的童軍總監。他感覺到童軍活動應該要非軍事化，並針對貝登堡的童軍組織，加以推動成為一個更加民主的組織。經調解後，凡將英國童軍調和進貝登堡的童軍總會，成為其附屬組織。然而，貝登堡任命親軍事團體國家兵役推動聯盟的成員進入童軍總部中，而凡的地位則被消滅。在一場抗議會場上，倫敦地區的童軍服務員以壓倒性的投票支持法蘭西斯爵士。貝登堡曾承諾會恢復法蘭西斯爵士的地位，但未曾做到。
1909年12月3日，法蘭西斯·凡接受成為英國童軍的會長，領導大多數倫敦地區的童軍團。貴格會的伯明翰與米德蘭童軍團也隨之而來。在喬治與巴羅·吉百利的協助下，貴格會贊助了這些童軍團，對凡而言幫助很大。經過與持和平主義的基督少年軍討論後，1910年4月1日成立了國家和平童軍。世界童軍會社也是此次運動下的國際延伸產物。